# Маріуполь (Великоберезниківський район)
Маріу́поль (рос. Мариуполь, ерз. Мариуполь) — присілок у складі Беликоберезниківського району Мордовії, Росія. Входить до складу Великоберезниківського сільського поселення.

## Населення
Населення — 215 осіб (2010; 240 у 2002).
Національний склад (станом на 2002 рік):
- росіяни — 95 %